# Zuid-Goa
South Goa (Zuid-Goa) is een van de twee districten van de Indiase staat Goa. Het district heeft een oppervlakte van 1966 km² en grenst in het noorden aan het district Noord-Goa, in het oosten en zuiden aan het Uttara Kannada district van de deelstaat Karnataka en in het westen aan de Arabische Zee.

## Geschiedenis
Zuid-Goa werd veroverd door de Portugezen als onderdeel van de nieuwe veroveringen in de late 18e eeuw. Deze territoria zijn Portugees gebleven tot 1961, toen ze officieel werden geannexeerd door India.
Goa en twee andere voormalige Portugese enclaves vormden samen het unieterritorium Goa, Daman en Diu. In 1965 scheidde Goa zich hier echter van af en werd in 1987 officieel een staat van India. Goa werd toen opgesplitst in twee districten: Noord-Goa en Zuid-Goa. Daman en Diu zijn nog altijd een unieterritorium.

## Administratief
De hoofdplaats van het district North Goa is Margao. Het district ligt in de streek Konkan, die zich uitstrekt langs de Indische westkust. Zuid-Goa is verdeeld in vijf subdivisies: Ponda, Mormugao, Margao, Quepem en Dharbandora en zeven taluks: Ponda, Mormugao, Salcete, Quepem, Canacona, Sanguem en Dharbandora. Het district Ponda Taluka van Noord-Goa werd in januari 2015 onderdeel van Zuid-Goa.

## Demografie
In 2011 had Noord-Goa een bevolking van 639.962 inwoners wat ongeveer gelijk staat aan het aantal inwoners in Montenegro. Hiermee is het het 515e district van India. De bevolkingsdichtheid van het district is 326 inwoners/km2. De bevolkingsgroei in de periode 2001-2011 is 8,6%. De geslachtsverhouding is 980 vrouwen per 1000 mannen en 85,5% van de bevolking kan lezen en schrijven.

## Taal

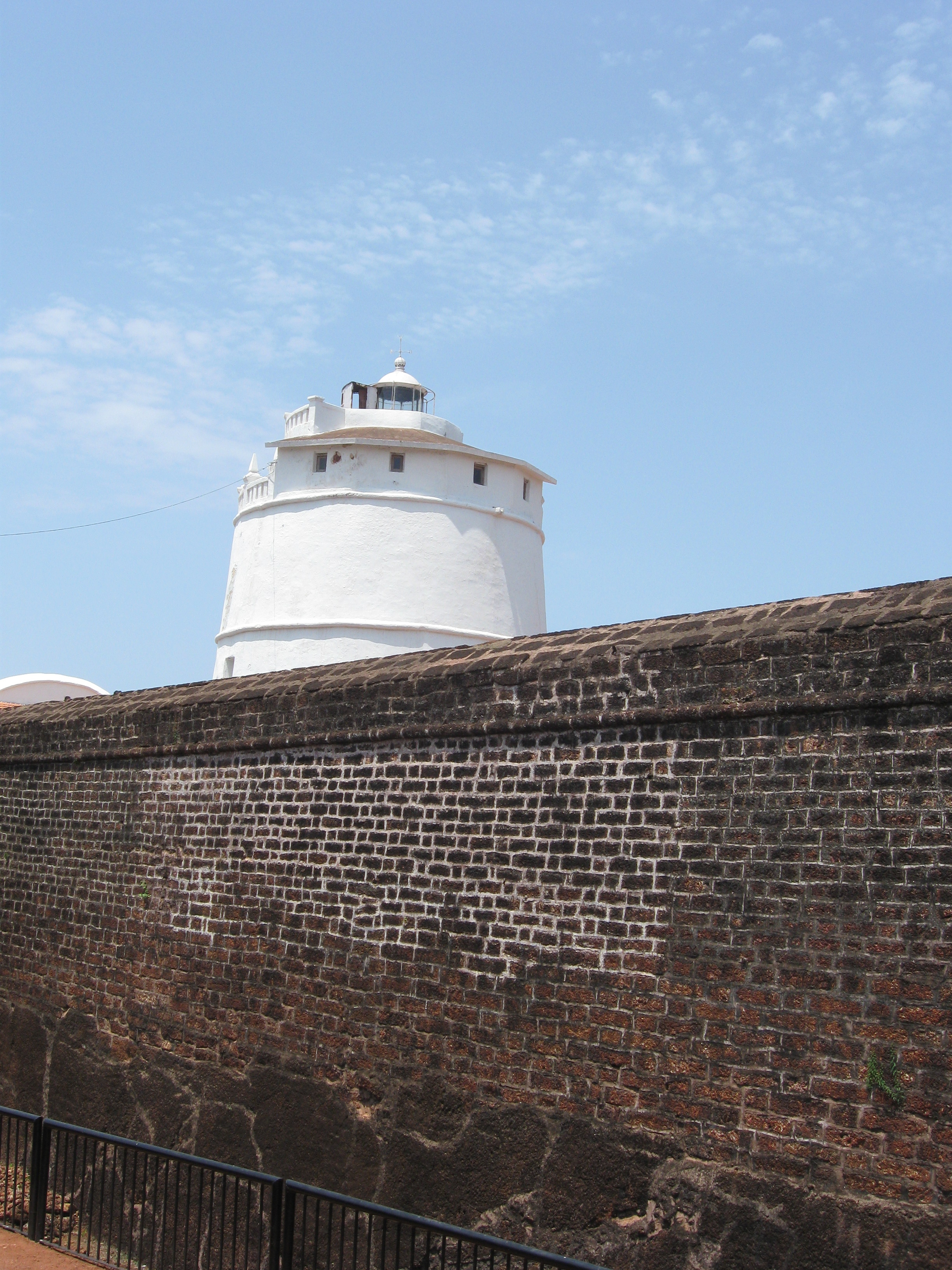
Fort Aguada

Konkaki is de moedertaal van de meeste inwoners van het district Zuid-Goa, maar ook Marathi wordt door een wezenlijk deel van de bevolking gesproken. Engels en Hindi wordt door de meerderheid van de bevolking begrepen. Slechts een klein deel van de bevolking spreekt en verstaat Portugees.

## Onderwijs
Er zijn vele onderwijsinstellingen in Zuid-Goa. Enkele hiervan zijn:
- Birla Institute of Technology and Science, Pilani – Goa Campus in Zuarinagar.
- The Parvatibai Chowgule College[9] in Margao.
- Carmel College for Women in Nuvem.
- Govind Ramnath Kare College of Law in Margao.
- Padre Conceicao College of Engineering (PCCE) in Verna.
- Don Bosco College of Engineering in Fatorda.
- Rosary College of Arts and Commerce in Navelim.
- MES College in Vasco da Gama.
- Shree Mallikarjun College in Canacona.
- Shree Katyayani Baneshwar Vidyalaya in Canacona.
- Agnel Polytechnic, Verna.

Noord-Goa · Zuid-Goa